# Demokratyczna Lewica (Włochy)
Demokratyczna Lewica (wł. Sinistra Democratica, SD) – włoska socjalistyczna partia polityczna, powołana 5 maja 2007 w wyniku rozłamu w Demokratach Lewicy, rozwiązana 24 października 2010.
Inicjatywa stworzenia nowego stronnictwa wiązała się ze sprzeciwem wobec planów zjednoczenia Demokratów Lewicy z chadecko-liberalną Stokrotką i mniejszymi centrowymi ugrupowaniami w jednolitą Partię Demokratyczną, do którego doszło 14 października 2007.
Do Demokratycznej Lewicy przystąpiło m.in. 4 posłów do Parlamentu Europejskiego, 12 senatorów i około 20 deputowanych. Na jej czele stanął Fabio Mussi, jeden z dotychczasowych liderów DS i minister szkolnictwa wyższego i nauki w rządzie Romano Prodiego. Partia opowiedziała się za utrzymaniem dotychczasowej lewicowej tożsamości. Pozostała uczestnikiem koalicji L'Unione (czwartym co do wielkości).
W 2008 razem z innymi ugrupowaniami lewicy powołała nową koalicję wyborczą (pod nazwą Lewica-Tęcza), która w przedterminowych wyborach w tym samym roku otrzymała 3% głosów, nie uzyskując żadnych mandatów w Izbie Deputowanych ani w Senacie. W 2009 podpisała porozumienie o utworzeniu nowego bloku pod nazwą Lewica i Wolność, który nie wprowadził żadnych europosłów w tym samym roku. W 2010 partia rozwiązała się w związku z powołaniem jednolitego ugrupowania na bazie dotychczasowej koalicji.